# Сергій Андрійович Волков
Сергій Андрійович Волков (рос. Сергей Андреевич Волков; нар. 10 травня 1995, Тольятті, Росія) — російський футболіст, воротар тольятинського «Акрону».

## Життєпис
Народився в Тольятті, вихованець місцевої Академії футболу імені Юрія Конопльова. Дорослу футбольну кар'єру розпочав 2011 року в дублі «Академії» (тольятті), який виступав в аматорському чемпіонаті Росії. У команді провів два роки. На початку липня 2013 року перебрався до іншого тольятинського колективу, «Лади». У сезоні 2013/14 років за першу команду клубу не зіграв жодного офіційного матчу. У футболці тольятинського клубу дебютував 18 липня 2014 року в програному (0:3) виїзному поєдинку 1-го туру першого етапу Другого дивізіону проти ульяновської «Волги». Сергій вийщлв на поле в стартовому складі та відіграв увесь матч. За два з половиною сезони, проведені в «Ладі», у Другому дивізіоні зіграв 36 матчів. На початку січня 2017 року переїхав до окупованого Криму. Провів 2 поєдинки в так званій «Прем'єр-лізі КФС» за ялтинський «Рубін». Півроку по тому повернувся до «Лади-Тольятті», у футболці якої зіграв 6 матчів у Другому дивізіоні та 1 поєдинок у кубку Росії.
На початку січня 2018 року став гравцем тольятинського «Акрону», який виступав в аматорському чемпіонаті Росії. На професіональному рівні дебютував за «Акрон» 20 липня 2019 року в переможному (3:1) виїзному поєдинку кубку Росії проти свого колишнього клубу, «Лади-Тольятті». Волков вийшов на поле в стартовому складі та відіграв увесь матч. У Другому дивізіоні дебютував за тольятинський клуб 30 серпня 2019 року в програному (0:2) виїзному поєдинку 7-го туру проти ульяновської «Волги». Волков вийшов на поле в стартовому складі та відіграв увесь матч. Допоміг команді підвищитися в класі за підсумками сезону 2019/20 років підвищитися в класі. У Першості ФНЛ дебютував 8 серпня 2020 року в переможному (2:1) домашньому поєдинку 2-го туру проти ярославльського «Шинника». Сергій вийшов на поле в стартовому складі та відіграв увесь матч.